# اسید قوی
اسید قوی به اسیدی گفته می‌شود که وقتی در حلالی حل شود پروتون‌هایش را به طور تقریبا کامل (بیش از ۹۹٪) به حلال بدهد.
برای توضیحات بیشتر به واژهٔ اسید مراجعه کنید.
لازم به ذکر است قوی ترین اسید شناخته شده فلوئوروآنتیمونیک اسید (HSbF۶) است. 
از جمله اسیدهای قوی می‌توان به هیدروکلریک اسید (HCl)، هیدرویدیک اسید (HI)، هیدروبرومیک اسید (HBr)، پرکلریک اسید (HClO4)، نیتریک اسید (HNO3) و سولفوریک اسید (H2SO4) اشاره کرد.

هرچه اسید قوی تر باشد ثابت تفکیک اسیدی (aK) بزرگتر است و ثابت لگاریتمی(pH) آن کوچکتر است
اما لفظ کلی اسید قوی یعنی اسیدی که در حلال آب به طور کامل یعنی :100% به یون هیدرونیوم و آنیون سازنده تفکیک شود از این رو تمامی اسیدهای قوی در آب قدرت یکسانی دارند و (aK) که یک ثابت تعادل و متغیر سرعت است تنها سرعت تفکیک به یونهای سازنده را مشخص می کند.ولی در حلال های غیر آبی وضعیت متفاوت است. تمامی فلوئوروسولفونیک اسیدها که مشتقات اسید سولفوریک اند برای نمونه : تری فلوئورو متیل سولفونیک اسید CF3SO3H نیز اسیدهای بسیار قوی هستند که ثابت تعادل بزرگی دارند و این اسیدها به دلیل الکترونگاتیوی ماکزیمم فلوئور در جذب ابر الکترونی قدرت اسیدی یا همان سرعت پروتون دهی بالاتر و ثابت تعادل بزرگتری دارند.
با توجه به مطلب بیان شده اسیدهای قوی زیادی وجود دارند که می توانند بنیان آلی با یک عنصر الکترونگاتیو مانند فلوئور یا کلر را به همراه داشته باشند و یا مانند فلوئورو آنتیموانیک اسید یک عنصر شبه فلز را در خود جای دهند.
همه اسیدهای قوی خاصیت اکسید کنندگی ندارند برخی اسیدهای قوی هم اکسید کننده و هم کاهنده اند مانند : هیدرویدیک اسید HI که اسیدی فوق العاده قوی است و ثابت تعادل اسیدی آن چند میلیون برابر اسید سولفوریک است و خود گویای قدرت اسیدی بسیار بالای این اسید و خطرات بالقوه آن است. البته هیدرواستاتینیک اسید HAt می بایست از HI قوی تر و کاهنده ترین هیدروهالیک اسید باشد ولی به دلیل کمیاب بودن این عنصر در حد چند گرم در کره زمین و خواص شدید رادیو اکتیویته آن خواص ترکیبات آن مورد تحقیق و آزمایش قرار نگرفته است.
همه ی اسیدهای قوی خورنده و سمی اند ولی برخی اسیدهای ضعیف با آنکه اسید ضعیف اند ولی بسیار خورنده و خطرناک اند مانند : HF هیدروفلوئوریک اسید.